# Людько, Мария Германовна
Мария Германовна Людько (род. 25 октября 1974, Ленинград) — российская оперная певица и педагог, заслуженная артистка Российской Федерации, профессор, кандидат искусствоведения.

## Биография
Родилась в семье оперных певцов, занимается музыкой с четырёх лет. В восемь лет спела первую оперную партию (Н. Брянский, «Квартет» — Соловей). Снималась в детских ролях на киностудии «Лентелефильм».
В 1992 году окончила специальную музыкальную школу при Санкт-Петербургской консерватории им. Н. А. Римского-Корсакова. В 1997 году окончила музыковедческий, а в 1999 году — вокальный факультеты Санкт-Петербургской консерватории.
Стажировалась в Интернациональной Баховской Академии (1996, Штутгарт, Германия) и Академии Мариинского театра (1999—2006), участвовала в мастер-классах крупнейших российских и европейских музыкантов, в различных молодёжных оперных мастерских.
С 2000 года — член Союза концертных деятелей Петербурга (с 2006 года — член правления, ответственный секретарь филармонической секции, заместитель председателя). С 2008 года состоит в независимом наблюдательном совете Центра культурных программ Петербурга, член аттестационной комиссии. С 2013 года — вице-президент регионального общественного благотворительного Санкт-Петербургского фонда поддержки и развития музыкального искусства и образования.
С 2005 года заведует кафедрой сольфеджио и методики воспитания слуха, с 2009 года — кафедрой древнерусского певческого искусства Санкт-Петербургской консерватории, с 2013 года заведует кафедрой Камерного пения, имеет учёное звание доцента (2010) и профессора (2017).
В 2005—2013 годах вела классы сольного и камерного пения РГПУ им. А. И. Герцена, проводит мастер-классы в России и за рубежом (включая Харвардский университет), участвует в работе жюри ряда международных вокальных конкурсов (им. Д. Шостаковича, «Романсиада», «Гран При Санкт-Петербурга», «АРТ Вокал», «Звёздная рапсодия», «Академия» и др.).
Член корреспондент Петровской Академии наук и искусств (2017)
Почетный председатель китайского союза художников и музыкантов (2014)

## Творчество
В репертуаре М. Людько более 20 оперных партий, около 300 произведений камерного репертуара, кантаты и оратории И. С. Баха, Г. Генделя, Й. Гайдна, В. Моцарта, К. Сен-Санса, Дж. Верди, А. Дворжака, К. Орфа. Исполняет музыку современных композиторов.
Гастролирует в России, Белоруссии, Казахстане, Австрии, Армении, Мальте, Швеции, США, Испании, Голландии, Дании, Бельгии, Люксембурге, Германии, Болгарии, Польше, Боснии и Герцеговине, Хорватии, Чехии, Эстонии, Словакии, Исландии. Среди крупнейших концертных залов - Концертгебау (Амстердам), Джорданхолл (Бостон), колонный зал дома союзов, зал им. Чайковского и кремлёвский дворец съездов (Москва), Лидерхалле (Штутгарт), залы филармонии и академической капеллы (Санкт-Петербург).
Сотрудничает с крупнейшими европейскими оркестрами, известными отечественными и зарубежными композиторами, дирижёрами и режиссёрами, среди которых А. Петров, М. Эрмлер, В. Гергиев, Ю. Темирканов, А. Ведерников, С. Брэдфорт, П. Пейре, С. Сондецкис, Н. Алексеев, А. Дмитриев, К. Райкин, Г. Вик, Г. Купфер, Д. Черняков.
Участвовала в записи музыки к кинофильмам («Луной был полон сад», режиссёр В. Мельников и «Caged», режиссёр С. Бренинкмайр), 8 компакт-дисков (из них 4 сольных), постоянно выступает в прессе, на радио и телевидении.
Основная дискография — «Слова любви» (2002), «Романс о романсе» (2006), «Я знаю о многом» (2008), «Звезда любви» (совместно с Ж. Девдариани, 2012), «Мгновений след» (совместно с О. Безинских, 2012), «Laudate Dominum» (совместно с органистом Д. Зарецким, 2015), дуэты С. Слонимского (совместно с Г. Сидоренко, 2017).

### Оперные партии
Театр консерватории (1996—1999)
- «Свадьба Фигаро» В. Моцарта — Сюзанна
- «Травиата» Дж. Верди — Виолетта
- «Севильский цирюльник» Дж. Россини — Розина

Театр «Зазеркалье» (1996—1999)
- «Волшебная флейта» В. Моцарта — Царица ночи
- «Сказки Гофмана» Ж. Оффенбаха — Олимпия

Эрмитажный театр
- 1998 «Похищение из сераля» В. Моцарта — Блонда

Мариинский театр
- 2001 «Царь Демьян» Л. Десятникова — Артур
- 2002 «Похищение из сераля» В. Моцарта — Констанца
- 2004 «Директор театра» В. Моцарта — Зильберкланг

Саратовский академический театр оперы и балета
- 2001 «Травиата» Дж. Верди — Виолетта

Большой театр России
- 2003 «Похождения повесы» И. Стравинского — Энн
- 2005 «Фальстаф» Дж. Верди — Наннетта
- 2005 «Волшебная флейта» В. Моцарта — 1 Дама

Комише опер
- 2003 «Сказка о царе Салтане» Н. Римского-Корсакова — Царевна Лебедь

Татарский академический государственный театр оперы и балета имени Мусы Джалиля
- 2006 «Дон Жуан» В. Моцарта — Донна Анна

### Роли в кино
- 1981 — Это было за Нарвской заставой — эпизод
- 1984 — Иван Павлов. Поиски истины (серия «Господин факт») — эпизод
- 2000 — Луной был полон сад — романс Ширяева (вокал; нет в титрах)

2011 «Caged» — вокальная партия, реж. С. Бреннинкмайр, Нидерланды

## Награды и признание
- Лауреат 8 международных и всероссийских конкурсов, среди которых Ханс Габор Бельведер (Вена, 2002), им. Собинова (Саратов, 2000), «Романсиада» (Москва, 2000), «Весна Романса» (2000), конкурс исполнителей романса имени Изабеллы Юрьевой (Таллинн, 2002).

В 2011 году защитила диссертацию на соискание ученой степени кандидата искусствоведения, после чего опубликовала монографию «Стилевое сольфеджио в современном видении» (Lambert Academic Publishing), с 2013 года активно сотрудничает с издательством «Планета музыки».